# Anwar El Ghazi
Anwar El Ghazi (* 3. Mai 1995 in Barendrecht) ist ein niederländischer Fußballspieler.

## Vereine
El Ghazi wechselte zur Saison 2013/14 von Sparta Rotterdam zur U-19 von Ajax Amsterdam. Ab der Saison 2014/15 stand er bei Ajax im Profikader. Sein Eredivisie-Debüt gab El Ghazi am 10. August 2014 gegen Vitesse Arnheim. El Ghazi entwickelte sich bei Ajax zu einem Schlüsselspieler und überzeugte speziell in der Hinrunde der Saison 2015/16 mit acht Toren in 13 Spielen. Im Januar 2017 wechselte er zum OSC Lille in die Ligue 1. El Ghazi war in der Spielzeit 2018/19 für eine Leihgebühr von 2 Millionen Euro an den englischen Zweitligisten Aston Villa verliehen und wurde anschließend, nachdem dem Verein der Aufstieg in die höchste englische Spielklasse gelungen war, für 9 Millionen Euro fest verpflichtet. Er erhielt einen Vertrag über vier Jahre bis 2023. Von dort wurde er dann im Januar 2022 an den Ligarivalen FC Everton verliehen. Ende August 2022 wechselte er zurück in die Niederlande zum Erstligisten PSV Eindhoven. Anfang September 2023 wurde dieser Vertrag im beiderseitigen Einvernehmen aufgelöst.
Ende September 2023 wechselte El Ghazi nach Deutschland und schloss sich dem Bundesligisten 1. FSV Mainz 05 an. Nach drei Einsätzen in der Bundesliga wurde er am 17. Oktober 2023 wegen eines Social-Media-Postings nach dem Terrorangriff der Hamas auf Israel, in dem es hieß „Vom Fluss bis zum Meer, Palästina wird frei sein.“, von Mainz 05 vorübergehend freigestellt. Ende Oktober 2023 wurde El Ghazi vom Verein suspendiert und damit auf unbestimmte Zeit vom Trainings- und Spielbetrieb freigestellt. Die Freistellung wurde nach Gesprächen mit ihm, in denen dieser sich laut Verein von seinem Posting distanziert und Reue gezeigt habe, aufgehoben und er wurde vom Verein lediglich nachträglich arbeitsrechtlich abgemahnt. Anfang November distanzierte sich El Ghazi ausführlich von den Aussagen des Vereins, indem er unter anderem erklärte, sich immer an die Seite der Unterdrückten zu stellen, und er nicht bereue, was er gesagt habe. Am 3. November 2023 wurde sein Vertrag fristlos gekündigt. Zuvor hatte die Generalstaatsanwaltschaft Koblenz ein Ermittlungsverfahren gegen El Ghazi wegen des Anfangsverdachts „der Störung des öffentlichen Friedens durch Billigen von Straftaten in Tateinheit mit Volksverhetzung durch Verbreiten eines Inhalts“ eingeleitet. Mit Urteil vom 12. Juli 2024 erklärte das Arbeitsgericht Mainz die fristlose Kündigung von Mainz 05 gegenüber dem Spieler für unwirksam: El Ghazis Social-Media-Post vom 1. November, in dem er gesagt hatte, dass er zu seinem ursprünglichen Posting stehe und dies nicht zurücknehme, sei von der Meinungsfreiheit gedeckt. Für die Beurteilung der fristlosen Kündigung seien nur solche Tatsachen maßgeblich, die bei Zugang der Kündigung nicht länger als zwei Wochen bekannt gewesen seien. Es wurde Berufung eingelegt beim Landesarbeitsgericht Rheinland-Pfalz.
Im August 2024 wechselte er zu Cardiff City. Mit seinem neuen Verein stieg er anschließend am Ende der Saison 2024/2025 von der zweitklassigen Championship in die drittklassige League One ab.

## Nationalmannschaft
El Ghazi hat marokkanische Eltern; er hätte sowohl für die Niederlande als auch für Marokko spielen können. Nachdem er zuvor schon in den niederländischen Jugendauswahlen zum Einsatz gekommen war, absolvierte er im Oktober 2015 zwei A-Länderspiele für die Niederlande.

## Erfolge
- Niederländischer Pokalsieger: 2023
- Aufstieg in die Premier League: 2019
- Niederländischer A-Jugend Meister: 2014[21]